# Béla Nyitray
Béla „Nitro” Nyitray (ur. 1968) – węgierski kierowca wyścigowy.

## Biografia
Karierę sportową rozpoczynał w 1987 roku jako pilot rajdowy Jánosa Dunavölgyiego. Jego pierwszymi samochodami rajdowymi były Trabant 601 oraz Łada Samara. W 2000 roku zadebiutował w Wyścigowych Mistrzostwach Węgier, ścigając się wówczas Toyotą Corollą oraz Suzuki Swiftem. Węgier zajął wówczas piąte miejsce w kategorii N oraz drugie w klasie N-1400. W latach 2004–2006 Nyitray ścigał się w Węgierskiej Formule 2000. W 2007 roku ścigał się Hondą Integrą Type-R w ramach mistrzostw Węgier, zdobywając wicemistrzostwo w grupie N. Rok później węgierski zawodnik zadebiutował Peugeotem 306, zdobywając mistrzostwo grupy N. W tym samym roku został mistrzem 24H Series w klasie A1, ścigając się Fordem Fiestą ST. W sezonie 2010 zdobył natomiast Peugeotem wicemistrzostwo Węgier w klasie A-2000. Następnie skupił się na startach w autocrossie, zostając wicemistrzem Węgier w latach 2014 i 2016, a także mistrzem w 2015 roku.

## Wyniki
| Legenda oznaczeń w tabelach wyników Wyświetl szablon na nowej stronie | Legenda oznaczeń w tabelach wyników Wyświetl szablon na nowej stronie                                                                     |
| Oznaczenie                                                            | Wyjaśnienie |
| --------------------------------------------------------------------- | --- |
| Złoty                                                                 | Zwycięzca lub mistrzostwo |
| Srebrny                                                               | 2. miejsce lub wicemistrzostwo |
| Brązowy                                                               | 3. miejsce lub II wicemistrzostwo |
| Zielony                                                               | Ukończył, punktował (w klasyfikacji generalnej, gdy zdobył co najmniej jeden punkt na przestrzeni sezonu, poza trzema powyższymi opcjami) |
| Niebieski                                                             | Ukończył, nie punktował (w klasyfikacji generalnej, gdy nie zdobył co najmniej jednego punktu na przestrzeni sezonu)                      |
| Czerwony                                                              | Nie zakwalifikował się (NZ) |
| Czerwony                                                              | Nie prekwalifikował się (NPK) |
| Różowy                                                                | Nie ukończył (NU) |
| Różowy                                                                | Niesklasyfikowany (NS) (w klasyfikacji generalnej, gdy nie został sklasyfikowany w żadnym wyścigu sezonu)                                 |
| Czarny                                                                | Zdyskwalifikowany (DK) |
| Czarny                                                                | Wykluczony (WYK/EX) |
| Biały                                                                 | Nie wystartował (NW) |
| Biały                                                                 | Kontuzjowany (K/INJ) |
| Biały                                                                 | Wyścig odwołany (OD/C) |
| Bez koloru                                                            | Został wycofany (WYC/WD) |
| Bez koloru                                                            | Nie przybył (NP/DNA) |
| Bez koloru                                                            | Nie brał udziału w treningach (NT/DNP) |
| Bez koloru                                                            | Nie został zgłoszony (–) |
| Pogrubienie                                                           | Start z pole position |
| Kursywa                                                               | Najszybsze okrążenie wyścigu |
| †                                                                     | Nie ukończył, ale jego rezultat został zaliczony ze względu na przejechanie więcej niż 90% dystansu wyścigu.                              |
| *                                                                     | Sezon w trakcie |
| 1/2/3                                                                 | Punktowana pozycja w sprincie kwalifikacyjnym                                                                                             |
| Lista systemów punktacji Formuły 1                                    | |

### Węgierska Formuła 2000
| Rok  | Zespół            | Samochód     | Silnik     | Wyniki w poszczególnych eliminacjach | Wyniki w poszczególnych eliminacjach | Wyniki w poszczególnych eliminacjach | Wyniki w poszczególnych eliminacjach | Wyniki w poszczególnych eliminacjach | Wyniki w poszczególnych eliminacjach | Wyniki w poszczególnych eliminacjach | Wyniki w poszczególnych eliminacjach | Wyniki w poszczególnych eliminacjach | Wyniki w poszczególnych eliminacjach | Wyniki w poszczególnych eliminacjach | Wyniki w poszczególnych eliminacjach | Pkt. | Msc. |
| ---- | ----------------- | ------------ | ---------- | ------------------------------------ | ------------------------------------ | ------------------------------------ | ------------------------------------ | ------------------------------------ | ------------------------------------ | ------------------------------------ | ------------------------------------ | ------------------------------------ | ------------------------------------ | ------------------------------------ | ------------------------------------ | ---- | ---- |
| 2004 |                   |              |            | Węgry                                | Węgry                                | Węgry                                | Węgry                                | Węgry                                | Węgry                                | Węgry                                | Węgry                                | Węgry                                | Węgry                                | Węgry                                | Węgry                                | 3    | NS   |
| 2004 | Pi-Do Racing Team | MTX          |            | -                                    | -                                    | -                                    | -                                    | -                                    | -                                    | -                                    | -                                    | 6                                    | NU                                   | NU                                   | -                                    | 3    | NS   |
| 2005 |                   |              |            | Węgry                                | Węgry                                | Węgry                                | Węgry                                | Węgry                                | Węgry                                | Węgry                                | Węgry                                | Węgry                                | Węgry                                | Węgry                                | Węgry                                | 12   | NS   |
| 2005 | Formula 2000 MSE  | Dallara F391 | Alfa Romeo | 7                                    | 6                                    | 4                                    | 8                                    | -                                    | -                                    | 8                                    | 7                                    | -                                    | -                                    | -                                    | -                                    | 12   | NS   |
| 2006 |                   |              |            | Węgry                                | Węgry                                | Węgry                                | Węgry                                | Węgry                                | Węgry                                | Węgry                                | Węgry                                | Węgry                                | Węgry                                | Węgry                                | Węgry                                | 13   | 8    |
| 2006 | Formula 2000 MSE  | Dallara F391 | Alfa Romeo | 9                                    | 10                                   | 10                                   | 8                                    | 8                                    | 7                                    | NU                                   | 6                                    | 6                                    | 6                                    | -                                    | -                                    | 13   | 8    |